# هوستومیتسه (ناحیه بروون)
هوستومیتسه (به چکی: Hostomice) یک منطقهٔ مسکونی و شهرستان دارای شهرک سابقاً روستا در جمهوری چک است که در ناحیه بروون واقع شده‌است. هوستومیتسه ۱٬۵۷۰ نفر جمعیت دارد.